# Vivir soñando
"Vivir soñando" é uma canção do cantor e compositor mexicano Christopher Uckermann, que fez parte da trilha sonora da série colombiana Kdabra (2009–12), e mais tarde lançada como single do álbum Somos (2010). Composta por Uckermann e Gilberto Cerezo, e produzida pelo próprio Gilberto Cerezo e Ulises Lozano. A liberação da canção ocorreu em 12 de novembro de 2009, como single promocional. A música é dos gêneros electropop, pop e música alternativa.
Em 19 de janeiro de 2010, Christopher divulga via a rede social Twitter, um trecho da canção: "Caminando paso a paso, sobre el mapa dibujado, por mis propias fantasías. Sonámbulo deseo de vivir soñando". "Vivir Soñando" foi lançada pelas plataformas de download digital Amazon e iTunes em 13 e 14 de abril de 2010, respectivamente.

## Antecedentes e produção
Christopher participou quatro anos do grupo mexicano RBD. O lançamento em 2009 de Para olvidarte de mí, o último álbum de estúdio do grupo, marcou a separação oficial do RBD e o início das carreiras solistas de cada integrante. No mesmo ano iniciaram-se as gravações de Kdabra, série colombiana em que Christopher fazia o protagonista Luca. Então, Christopher recebeu a comissão de participar da trilha sonora da primeira temporada da série, cujo tema composto foi a canção "Vivir Soñando", gravada em um estúdio da banda Kinky em Los Angeles.
A canção foi composta nas letras por Christopher Uckermann, com a colaboração de Gilberto "Gil" Cerezo e Ulises Lozano, ambos integrantes da banda mexicana de rock Kinky. Sua letra abrange temas como sonhar, dormir e surrealidade. A faixa foi mesclada por Mauricio Guerrero e produzida por Gil Cerezo e Ulises Lozano, que também colaboraram em Mi Delirio, disco da cantora mexicana Anahí, lançado no ano de 2009 pela gravadora EMI Music.

## Versão em português
"Viver Sonhando" é uma canção interpretada por Christopher Uckermann para promover a série Kdabra no Brasil. Foi lançada como single promocional em 14 de abril de 2010. A canção é a versão em língua portuguesa de "Vivir Soñando", que é trilha sonora de Kdabra.
Em 14 de abril de 2010 foi iniciada a exibição da primeira temporada de Kdabra no Brasil pela rede de televisão FOX, coincidindo com o lançamento do tema musical exclusivo para o Brasil: "Viver Sonhando". Essa versão também possuiu um vídeo musical, que foi o mesmo da versão original; somente áudio foi modificado.

## Apresentações ao vivo
Em abril de 2010, Christopher deu início a sua segunda turnê promocional, a ShowCase Kdabra, que consistia em apresentações de curta duração que ocorreram nos principais países que o cantor mexicano desejava promover seu álbum de estreia em carreira musical como solista. A turnê iniciou em São Paulo - Brasil, no Carioca Club, e finalizou em 3 de dezembro de 2010, em Tabasco, no México. Teve o intuito de promover a série Kdabra da rede de televisão Fox, na qual Christopher integrou com o papel de protagonista com o personagem Luca. Nessa época, ele interpretou seu a canção "Vivir Soñando" em vários pocket shows em programas de televisão.
Em fevereiro de 2011, ele deu início a sua terceira turnê e primeira turnê a nível mundial. A Somos World Tour 2011 começou no México e nos Estados Unidos. Em agosto do mesmo ano passou pelo Brasil. O repertório da turnê consistiu nas canções contidas em Somos, álbum cujo primeiro single foi "Vivir Soñando".

## Faixas
| Download Digital |                  |                                  |                      |         |  |
| N.º              | Título           | Compositor(es)                   | Produtor(es)         | Duração |  |
| 1.               | "Vivir Soñando"  | Christopher Uckermann Gil Cerezo | Cerezo Ulises Lozano | 3:56    |  |
| 2.               | "Viver Sonhando" | Uckermann Cerezo                 | Cerezo Lozano        | 3:56    |  |

## Vídeo musical
O vídeo musical de "Vivir Soñando" teve sua estréia mundial no canal Ritmoson Latino TV, durante trinta minutos contínuos. O lançamento ocorreu em 5 de março de 2010 em vários países que se transmitia o programa e durante diferentes horários. Abaixo lista-se os horários de lançamento:
- Miami 20:00
- México 19:00
- Caracas - Venezuela 20:30
- Madrid 6:00

O videoclipe inicia com imagens do alinhamento de um eclipse solar na Terra, depois mostra Christopher em cenas variadas, sendo algumas da série Kdabra, na qual o artista interpretava um jovem de 17 anos de idade com poderes sobrenaturais. Depois, o personagem aparece sendo analisado por cientistas como se fosse um ser incomum. Primeiro eles o sedam e parece que os cientistas analisam seus pensamentos e sua mente em geral. Após isso, transitoriamente aparecem cenas de Christopher cantando em um mundo de lava e fogo junto a uma banda; e acordando sobre um lago e caminhando sobre as águas dele. Porém, momentaneamente as águas do lago secam, o céu começa a ficar nublado e Luca vai parar em um mundo surreal de sua imaginação. Os telões que mostram a sala em que ele está sendo analisado pelos cientistas, começam a mostrar ele se transformando, e depois ele sai da sala com poderes sobrenaturais, finalizando o vídeo.

## Créditos de elaboração
Lista-se abaixo todos os profissionais envolvidos na elaboração da canção "Vivir Soñando" de acordo com o portal AllMusic.
- Composição - Gil Cerezo, Christopher Uckermann
- Produção - Gil Cerezo, Ulises Lozano
- Vocais - Christopher Uckermann
- Música - Ulises Lozano
- Mistura - Mauricio Guerrero

## Prêmios e indicações
A canção foi indicada ao "Premio People" na categoria "Mejor artista o grupo nuevo" (em português "Melhor artista ou grupo novo") e venceu a indicação.
| Ano  | Prêmio                    | Categoria                     | Resultado |
| ---- | ------------------------- | ----------------------------- | --------- |
| 2009 | Premios People en Español | "Mejor artista o grupo nuevo" | Venceu    |

## Histórico de lançamento
| País   | Data                                                 | Formato                  | Gravadora(s)                |
| ------ | ---------------------------------------------------- | ------------------------ | --------------------------- |
| México | 12 de Novembro de 2009                               | Rádio e Download digital | T6H Music / The Sixth House |
| Brasil | 14 de Abril de 2010 (Versão em português e espanhol) | Download digital         | T6H Music / The Sixth House |